# Королева радуги и похититель звёзд
«Королева радуги и похититель звёзд» — мультфильм. В СССР в 1980-е и России в 1990-е годы распространялся на VHS с любительскими одноголосыми переводами, из них — «Крёстный отец» под названием «Яркая Радуга и Звёздный Вор».

## Сюжет
Радуга Брит (королева радуги) и её конь Starlite летят из земель радуги на нашу землю, чтобы позволить весне начаться. У Шторми- другой девочки, другое мнение на этот счет. Она отвечает за бури, грозы и зиму. Она развлекается, а Радуга Брит и Starlite хотят все испортить. В тучах устраивается гонка. Но Starlite обгоняет коня Шторми, как бы те не старались.
Прейдя на землю к мальчику Брайану Радуга Брит не может призвать весну потому что её силы вдруг ослабли.
А тем временем Murky Dismal и Lurky- два злодея встречаются с железным конём (На-X) который ищет Радугу Брит. Встреча не оканчивается для того успехом, тем более его делом заинтересовались те злодеи. Murky Dismal даже построил космический корабль чтоб попасть на планету Чистого Алмаза.
На-X воспроизводит Радуге Брит сообщение от легендарного эльфа Orin. Весь свет вселенной проходит сквозь планету Чистого Алмаза, но сейчас она все больше во тьме. Если она вся потускнеет, все жизнь во вселенной умрет. Радуга Брит соглашается найти Орина.
На планете Чистого Алмаза, куда прибыли Радуга Брит и Starlite роботы заставляют эльфов плести сети и опутывать ими планету. Роботы выполняют волю Темной Принцессы. Она собирается украсть самый большой алмаз во вселенной- эту планету! Сеть же поможет прикрепить её к кораблю. Убегая от роботов девочка и двое коней встречают мальчика по имени Krys. Круз удивлен что Радуга Брит- маленькая девочка. Спасать вселенную он собирается сам, без помощи «глупой девчонки».

## Роли озвучивали
- Андрэ Стойка — конь Старлайт • волшебник • Спектран